# Dodge Lancer
De naam Lancer werd driemaal door automerk Dodge gebruikt om een automodel te benoemen. Begin jaren 60 en eind jaren 80 was de Dodge Lancer een volwaardig model.

## Jaren 1950
Van 1955 tot 1959 werd de naam Lancer gebruikt om de 2-deur en 4-deur hardtop-coupéversies van de Dodge Coronet, de Dodge Royal en de Dodge Custom Royal aan te duiden. Voor 1960 liet men de naam weer vallen.

## Jaren 1960
Voor modeljaar 1961 werd Lancer als naam gebruikt voor Dodge' kopie van de succesvolle Chrysler Valiant. Toen Chrysler de Valiant aan Plymouth toeschoof had Dodge geen compact model meer in haar gamma. Daarom bouwde Dodge haar eigen variant van de Valiant met de naam Dodge Lancer. Die werd van de Plymouth onderscheiden door onder meer ronde achterlichten en een radiatorrooster over de hele breedte van de auto. De verkoop van de Lancer voldeed niet aan de verwachtingen en in 1962 werd het model alweer stopgezet. In 1963 werd de Dodge Dart Dodge' nieuwe, eigen, compacte model.
In Zuid-Afrika werd een versie van de Dodge Lancer, met het stuur rechts, verkocht onder de naam DeSoto Rebel. Deze hadden allemaal de 2,2 l-motor en de manuele 3-versnellingsbak. Het dashboard voor de Rebel werd overgenomen uit de Chrysler Valiant. Om aan de Zuid-Afrikaanse verkeerswetgeving te voldoen waren witte reflectoren op de voorbumper geplaatst.

## Jaren 1980
In 1984 introduceerde Dodge een nieuwe Lancer. Deze keer was het een vijfdeurhatchback; Een kopie van de Chrysler LeBaron. De productie van het model eindigde op 7 april 1989, waarna de Lancer werd vervangen door de Dodge Spirit.
In de laatste twee productiejaren kon de Lancer verkregen worden met een optiepakket dat Shelby heette. Dat pakket omvatte een dakspoiler, betere stabilisatiestangen, een verkorte vering, een scherpere besturing en een aantal comfort- en functionaliteitsopties. Deze Lancer Shelby's zijn, met 279 gebouwde exemplaren, zeldzaam.